# Кор Кароли (яхта)
„Кор Кароли“ е българска ветроходна яхта.
С нея капитан Георги Георгиев участва в трансатлантическата регата „Остар'76“ и предприема първото българско самотно околосветско плаване на 20 декември 1976 г.
Яхтата е построена в Полша по поръчка на яхт-клуб „Порт Варна“. Направена е по лиценз на американския конструктор Дик Картър и е закупена с подкрепата на генералния директор на СО „Воден транспорт“ кдп Николай Йовчев и генералния директор на Параходство Български морски флот кдп Атанас Йонков през 1975 г.
Дължината на яхтата по водолинията е 7,77 m, най-голяма дължина – 9,07 m, ширината ѝ е 3,08 m, газене – 1,52 m. Водоизместването ѝ празна е 3320 kg, баластен фалшкил – 1360 kg. Спомагателният ѝ двигател е дизелов с мощност 10 к.с. Разполага с три ветрила – грот, генуезки стаксел и спинакер. Корпусът е изграден от стъклопласти, а мачтата е произведена от „Проктър“.
За навигация са използвани два магнитни компаса „Сестрел“, радиопеленгатор „Сийфеърър“, електромагнитен лаг, ехолот, секстанти, хронометри, секундомери, барограф и барометър. За решаването на астрономически задачи е използван електронен калкулатор „Хюлет-Пакард“.
Яхтата е оборудвана с УКВ-радиостанция и радиостанция тип SSB, която е по-късно закупена и монтирана в Сува, Фиджи.
На 24 април 1976 г. „Кор Кароли“ е транспортирана от пристанище Бургас до Плимът, Великобритания. От там на 5 юни 1976 г. започва регатата „Остар '76“. Капитан Георги Георгиев прекосява Атлантическия океан за 36 денонощия, 1 час и 50 минути, като заема 37-о място в общото класиране. На 20 декември 1976 г. капитан Георгиев тръгва от Хавана, Куба през Панамския канал, Маркизки острови, Сува (Фиджи), Порт Дарвин (Австралия), Индийски океан, Кейптаун и достига отново Хавана, като изминава 24 500 мили за 201 дни, 21 часа и 36 минути. Този резултат е записан в книгата на рекордите „Гинес“ през 1982 г. като най-добър резултат в този клас яхти.
От 1979 г. яхтата „Кор Кароли“ е на съхранение във Военноморския музей във Варна.